# 姐妹情
姐妹情（英語：Womance），亦稱姊妹情，是一種描述兩名女性間親密而非性伴侶關係的術語，指的是一種密切、深厚、持久的友誼，而與普通友誼有所區別。

## 定義和特徵
姐妹情是一種非性的親密關係，參與者間會有強烈的情感聯繫、互相支持和分享個人生活。這種關係通常不會有明確的界限，參與者之間會有很強的認同感和歸屬感。
姐妹情的參與者通常會有以下特徵：
- 強烈的情感依附
- 經常見面和長期相處
- 互相分享秘密和生活的方方面面
- 互相支持和鼓勵
- 具有較深層次的互相了解和信任

## 重要性
姐妹情是一種重要的人際關係形式，在心理健康、生活質素和人格發展等方面都有積極的作用。相較於普通友誼，姐妹情通常更加親密、持久和重要。許多研究均發現，擁有良好姐妹情的人通常能夠獲得更多的社會支持和情感慰藉。

## 爭議與挑戰
儘管姐妹情是一種重要的關係，但是也引發一些爭議和挑戰。例如，有時可能會出現參與者之間的誤解、競爭或利用關係的情況。此外，社會通常會對姐妹情採取雙重標準，認為女性之間的親密關係比男性之間的更加正當、「无害」和「純潔」。

## 延伸閱讀
- 女性同性戀
- 兄弟情
- 閨密
- 姊妹淘
- 浪漫友情
- 波士頓婚姻
- 友情片（英语：Buddy film）
- 女性友誼（英语：Female bonding）
- 女性友情片（英语：Female buddy film）
- 友誼
- 柏拉圖式愛情
- 偶像緣（英语：Showmance）
- 兄弟會與姊妹會
- 情感友誼關係（英语：Queerplatonic relationship）